# Shelby Mustang
Shelby Mustang – samochód sportowy typu muscle car klasy średniej produkowany pod amerykańską marką Shelby w latach 1965–1970.

## Historia i opis modelu

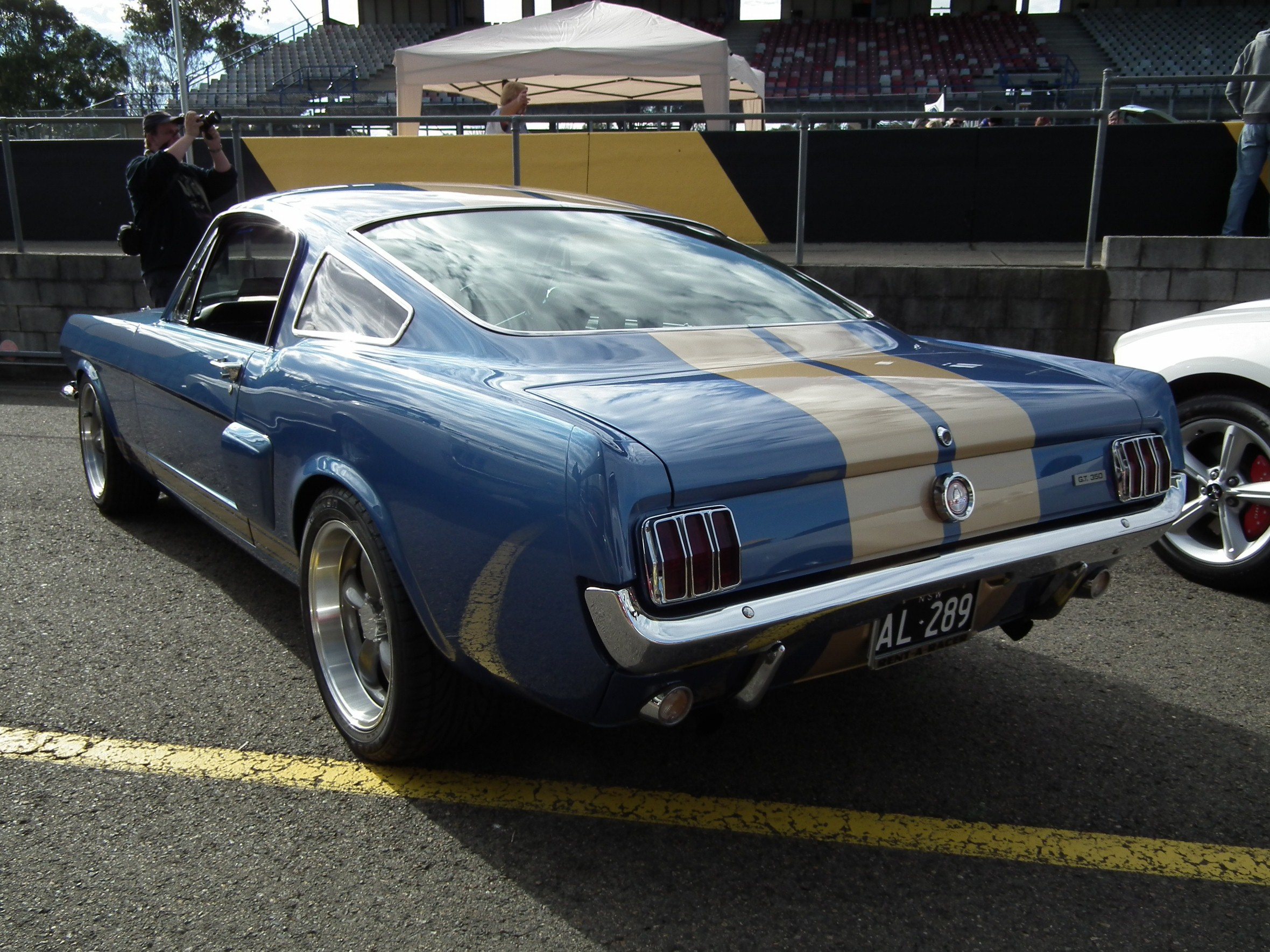
Shelby GT350 - tył

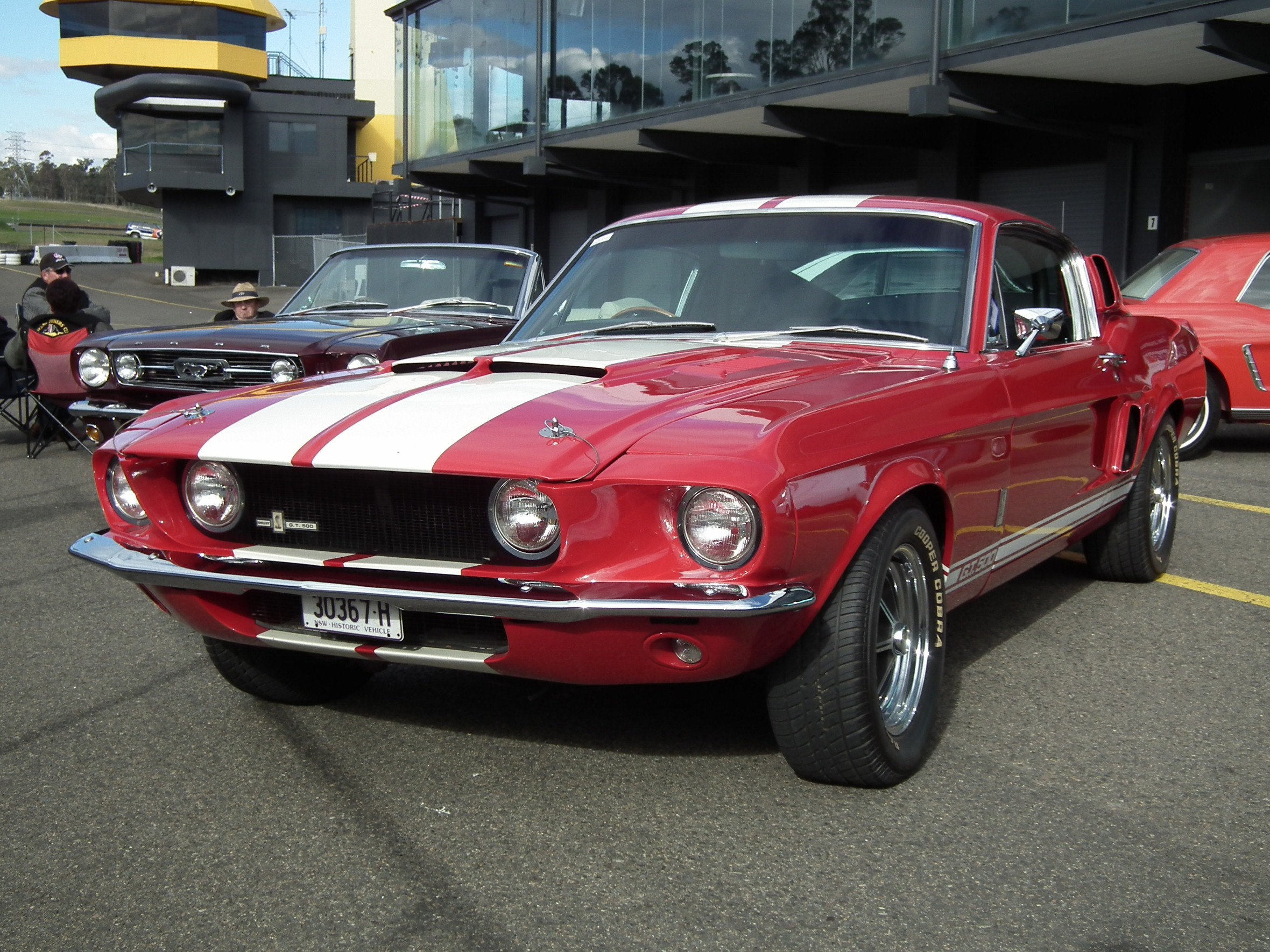
Shelby GT500

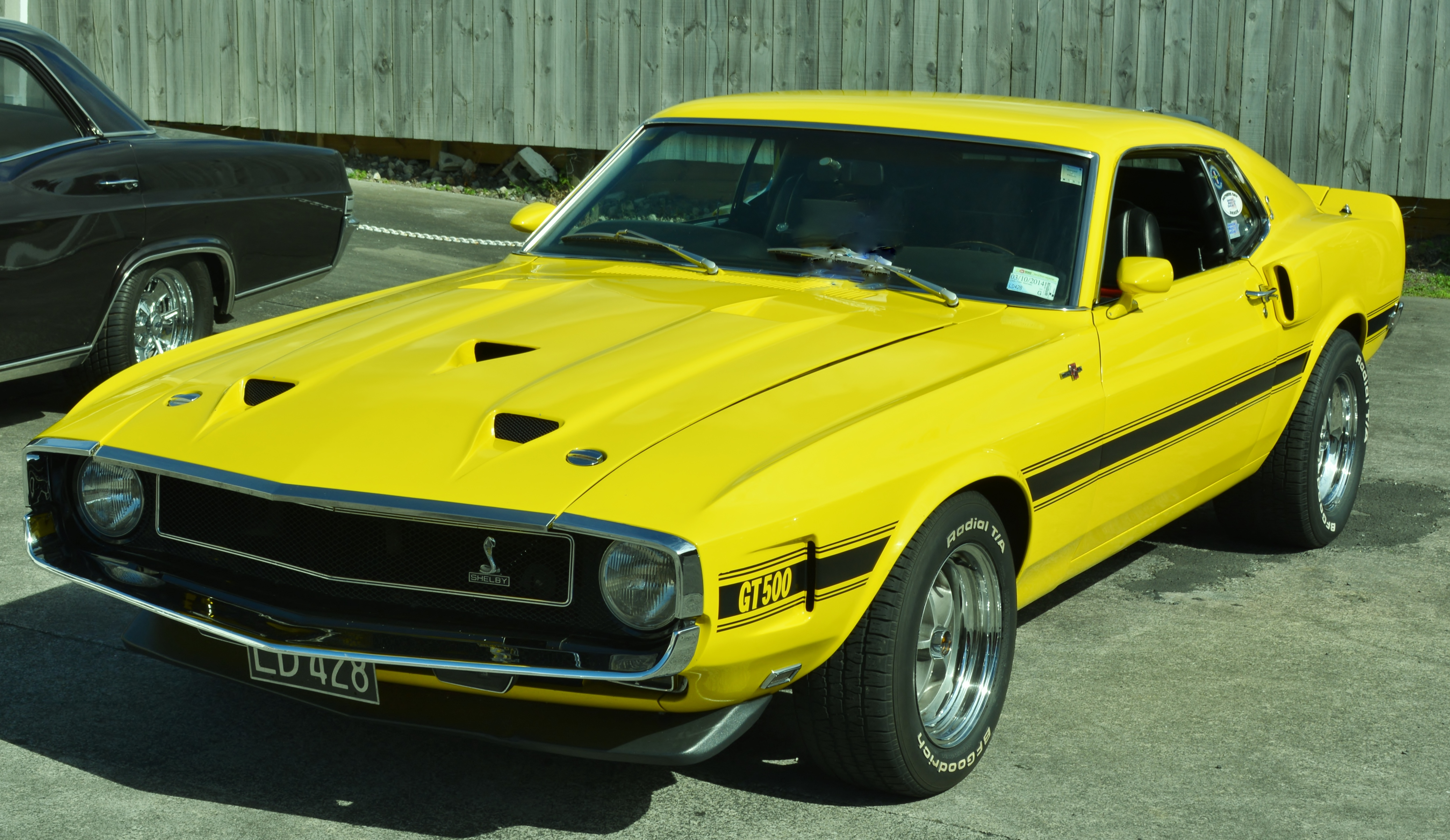
Shelby GT500 po liftingu

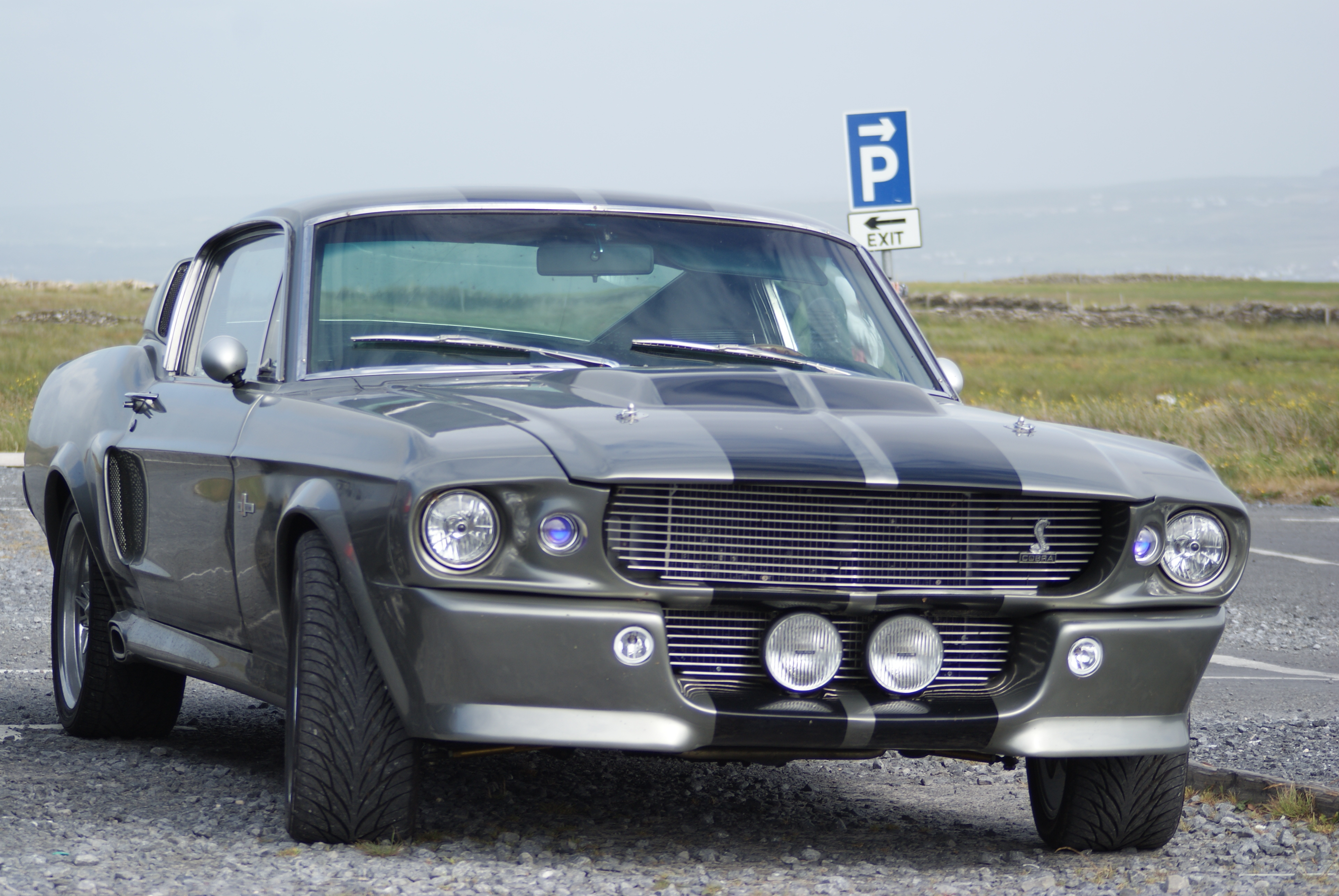
Shelby Mustang GT500 Eleanor

W połowie lat 60. XX wieku Carroll Shelby wraz z przedsiębiorstwem Shelby American nawiązało współpracę z Fordem w celu opracowania topowego, wyczynowego wariantu modelu Ford Mustang pierwszej generacji. W tym celu samochód przeszedł obszerny tuning zarówno pod kątem wizualnym, jak i technicznym. 

### Modyfikacje
Nadwozie zyskało zmodyfikowane zderzaki, dodatkowy wlot powietrza w bocznych elementach nadwozia i masce, większą atrapę chłodnicy i dodatkową końcówkę wydechu. Ponadto, samochód zyskał sportowe ogumienie, a karoseria została pomalowana w charakterystycznych później dla modeli Shelby dwukolorowych barwach, które wyróżniały się dwoma pasami biegnącymi przez całą długość pojazdu.
Pod kątem technicznym jednostki napędowe w modelach Shelby z serii Mustang różniły się zarówno w zależności od modeli GT350 lub GT500, jak i lat produkcji. W latach 1965–1967 samochód napędzał wyłącznie 4,7-litrowy silnik V8 typu Windsor, w 1967 pojawił się także mocniejszy wariant 5-litrowy dla wersji GT350 oraz 7-litrowy dla wariantu GT500. W ostatnim roku produkcji wybór sprowadzono z kolei do 5,8-litrowego i 7-litrowego V8.

### Lifting
Wraz z obszerną modernizacją Forda Mustanga w 1969 roku, restylizacji zostały poddane także modele GT350 oraz GT500 Shelby. Zmodyfikowano w ten sposób zarówno pas przedni, jak i tylną część nadwozia.

### Następca
Pod postacią z 1969 roku Shelby Mustang był wytwarzany przez kolejny rok, po czym produkcja Fordów Mustangów we współpracy z Shelby zakończyła się w 1970 roku na kolejne 35 lat. Dopiero w 2005 roku wznowiono produkcję topowych wariantów Mustanga, tym razem już oferowanych pod marką Forda.

### GT500 Eleanor
Na potrzeby filmu 60 sekund z 2000 roku opracowano limitowany model GT500 Eleanor. Bazą do stworzenia Eleonory był Shelby GT500 z 1967 roku. Wstępny szkic wykonał Steve Stanford, natomiast pierwowzory elementów nadwozia z włókna szklanego - Chip Foose.
Powstało w zasadzie 11 sztuk modelu, z czego zdolne do poruszania się w ruchu było jedynie 3 z nich. Spośród nich, po zakończeniu kręcenia filmu wróciło na własność CVS (Cinema Vehicle Services). Podczas kręcenia filmu 2 uległo zniszczeniu.

### Dane techniczne
| Silnik                      | V8, OHV, umieszczony z przodu, napęd na tylne koła, chłodzony cieczą stopień sprężania: 10,5:1 stalowy blok |
| Pojemność                   | 7015 cm³ |
| Moc maksymalna              | 550 (ograniczenie było do 330) KM / 5400 obr./min |
| Maks. moment obrotowy       | 570 Nm / 3200 obr./min. |
| Prędkość maksymalna         | 240 km/h |
| Przyspieszenie              | od 0 do 100 km/h w 6,7 s |
| Skrzynia biegów             | 4-biegowa manualna |
| Zużycie paliwa              | Minimalne: 11 l/100 km Średnie: 38 l/100 km |
| Wymiary, masa               | Długość całkowita: 4739 mm Szerokość całkowita: 1800 mm Wysokość całkowita: 1310 mm Rozstaw osi: 2743 mm Rozstaw kół przednich: 1473 mm Rozstaw kół tylnych: 1473 mm Pojemność zbiornika: 68 l Prześwit całkowity: 167 mm Masa własna: 1490 kg |
| Opony                       | Goodyear: Przód: E70-15 Tył: E70-15 |
| Stosunek masy do mocy       | 0,24 bhp/kg |
| Przełożenia skrzyni biegów  | pierwszy: 2,32:1 drugi: 1,69:1 trzeci: 1,29:1 czwarty: 1,00:1 |
| Przełożenie dyferencjału    | 3,25:1 |
| Pojemność układu chłodzenia | 5 litrów |
| Podwozie                    | Rama spawana |
| Nadwozie                    | Karoseria ze stali i włókna szklanego |
| Promień skrętu              | 11,5 m |